# ألماي سفلي
ألماي سفلي هي قرية في مقاطعة مشكين شهر، إيران. عدد سكان هذه القرية هو 99 في سنة 2006.